# Saison 2011-2012 du Racing Club de Lens
Maillots
Dernière mise à jour : 30 juillet 2012.
Chronologie
Saison précédente Saison suivante
La saison 2011-2012 du Racing Club de Lens, qui a débuté officiellement le 22 juillet 2011 et s'est terminé le 18 mai 2012, était la première saison du club au sein de la deuxième division après sa remontée dans l'élite en 2009. Lens était en effet assuré de jouer en Ligue 2 depuis le 15 mai 2011, occupant alors depuis de nombreuses semaines la dix-neuvième place du classement.
Les joueurs ont repris l'entraînement le 22 juin au centre technique et sportif de la Gaillette, puis ont effectué un stage d'avant-saison au Touquet, comme les saisons précédentes, du 1er au 10 juillet.

## Histoire

### Pré-saison

#### Un mercato d'été très animé à la suite de l'arrivée d'un nouvel entraîneur
Après la descente en Ligue 2, plusieurs cadres possédant de gros salaires verront leurs contrats ne pas être renouvelés, la politique du club étant de s'appuyer sur les jeunes du centre de formation et de les entourer de cadres confirmés. Gervais Martel annonce en effet l'arrivée future de sept ou huit nouveaux joueurs, d'un nouveau directeur sportif en la personne de Jocelyn Blanchard, et après être entré en contact avec Jean-Louis Garcia du SCO Angers, le remplacement de Boloni pour le poste d'entraîneur après avoir négocié une rupture de contrat à l’amiable avec ce dernier. De plus, Jean-Louis Garcia sera accompagné de son adjoint Manuel Nogueira ainsi que de l'ancien préparateur physique d'Angers Pascal Faure. Tandis que Jean-Pierre Lauricella est assuré d'être toujours responsable des gardiens, Georges Tournay devrait quant à lui garder son poste de directeur du centre de formation.
Alors que le staff se met en place petit à petit, Ali Mathlouthi annonce qu'il a signé un contrat de deux ans avec une option d'un an supplémentaire en cas de remontée et sa venue est officialisée en même temps que l'organigramme. Le lendemain, un départ est annoncé, celui de l'ancien capitaine Éric Chelle qui n'entrait pas dans les plans de l'ancien entraîneur la saison précédente. Le 10 juin, Henri Bedimo rejoint Montpellier où il signe un contrat de quatre ans. Il est immédiatement remplacé par un autre latéral gauche en la personne de Ludovic Baal, en provenance du Mans et qui signe un contrat de quatre ans. La semaine suivante, c'est Sébastien Roudet, en fin de contrat, qui quitte le club et poursuit sa carrière en Ligue 1 au sein du FC Sochaux où il paraphe un contrat l’engageant pour les trois prochaines saisons. Le 27 juin, Gervais Martel officialise l'arrivée pour trois ans de Pierre Ducasse, en fin de contrat avec les Girondins de Bordeaux. Le lendemain, le RC Lens annonce le départ de ses deux derniers capitaines : Adil Hermach s'engage au Al-Hilal FC en Arabie saoudite, alors que le jeune Raphaël Varane, révélation lensoise de l'année dont le départ ne faisait plus le moindre doute, signe un contrat de six ans au sein du Real Madrid, pour un transfert de dix millions d'euros hors bonus. Le 29 juin, le RC Lens officialise l'arrivée d'un ancien coéquipier de Mathlouthi, le jeune espoir Marco Rosenfelder, en provenance du RC Strasbourg, qui intéressait notamment le  Bayern Munich. Initialement recruté pour renforcer la CFA Lensoise, il est l'auteur de performances convaincantes lors des matchs de préparation et intègre donc le groupe professionnel.
Le 1er juillet, le RC Lens enregistre trois mouvements au sein de son effectif. Après cinq années à Lens, Issam Jemâa rejoint l'AJ Auxerre pour deux millions d'euros. Steven Joseph-Monrose, au cœur d'un imbroglio juridique entre le RC Lens et le KV Courtrai, rejoint finalement ce dernier pour trois ans. Lens garde 50 % des parts du joueur et valide par la même occasion un partenariat sportif avec le club belge. Dans ce même temps, Lens accueille Julien Toudic, auteur de seize buts la saison passée, en provenance du SM Caen.
Le 8 juillet, Nenad Kovacevic, à Lens depuis cinq ans, résilie à l'amiable son contrat et rejoint son ancien club, l'Étoile rouge de Belgrade.
Le 16 juillet, le RC Lens officialise l'arrivée sous forme de prêt avec option d'achat de Michaël Fabre, gardien de 27 ans en provenance de Clermont Foot, qui jouera le rôle de doublure d'Hamdi Kasraoui. Dans le même temps, le jeune Samuel Atrous qui souhaite obtenir du temps de jeu pour sa progression devrait être également prêté.
Le 4 août, le Racing officialise l'arrivée du défenseur international vénézuélien, Gabriel Cichero, sous forme d'un prêt d'un an avec deux années supplémentaires en option.

#### Une préparation plutôt satisfaisante
Une semaine après la reprise de l'entraînement, le RC Lens joue son premier match amical contre une sélection UNFP. Ce match est le premier pour Jean-Louis Garcia à la tête de l'équipe. Le groupe étant encore loin d'être complet, de nombreux jeunes font leur apparition dans l'équipe première. C'est également le premier match sous les couleurs lensoises pour les quatre nouvelles recrues, Pierre Ducasse, Ludovic Baal, Ali Mathlouthi et Marco Rosenfelder, ainsi que pour Sebastian Szałachowski, joueur polonais mis à l'essai par le RC Lens. Ce premier match se solde par une défaite des lensois, l'UNFP marquant l'unique but du match juste avant la mi-temps grâce à Geoffrey Adjet.
En stage au Touquet, Lens y dispute le 2 juillet son deuxième match contre un club de 1re division belge, le KV Courtrai. Pour l'anecdote, Steven Joseph-Monrose, néo-Courtraisien, dispute son premier match sous ses nouvelles couleurs contre son club formateur. Jean-Louis Garcia décide de faire tourner l'effectif et tous les Lensois présents disputent donc ce match à l'exception du jeune gardien Nicolas Carraux. Sur un centre de Szałachowski – qui ne sera finalement pas conservé – Ali Mathlouthi, entré en cours de jeu, inscrit le seul but de la rencontre, son premier avec la tunique sang et or et le premier du RC Lens pour cette nouvelle saison.
Le troisième match de préparation des Sang et Or les oppose à leurs voisins Boulonnais qu'ils retrouveront cette saison en Ligue 2. Lens ouvre rapidement la marque dès la 12e minute de jeu par son milieu de terrain, Ludovic Baal, mais Boulogne égalise au retour des vestiaires grâce à Yannis Salibur, qui réussit à battre le jeune Samuel Atrous. Le match est néanmoins très tendu. Une première altercation éclate entre Eduardo et Bakary Soumare, qui en viennent aux mains et sont logiquement avertis par l'arbitre, avant qu'Alaeddine Yahia ne reçoive un carton rouge pour avoir irrégulièrement taclé en position de dernier défenseur un adversaire qui filait vers le but lensois. À dix contre onze, les Sang et Or encaissent finalement un but par Alexis Allart à la 80e minute de jeu. Ce match se finit donc par une deuxième défaite en trois matchs, que Jean-Louis Garcia justifie par un manque de fraîcheur dû à des entraînements intensifs.
Une semaine avant la reprise de la compétition officielle, le RC Lens est invité au Tournoi Jacques-Braconnier de Saint-Quentin, où il est opposé en demi-finale à un pensionnaire de Ligue 1 : l'AJ Auxerre. Samuel Atrous à l'essai au FC Martigues et Thorgan Hazard parti disputer l'Euro -19ans avec sa sélection sont les seuls absents du groupe de 24 joueurs convoqué par Jean-Louis Garcia, qui annonce par ailleurs qu'il aligne son "onze-type" qui entamera la saison. À noter également la présence dans le groupe de deux joueurs mis à l'essai : Andréa Mbuyi-Mutombo, jeune attaquant congolais de 21 ans en provenance du Standard, et Michaël Fabre, gardien clermontois en négociation avec le RC Lens pour le poste de gardien remplaçant. Le match est très disputé, les deux équipes se crée de nombreuses occasions et mettent donc à contributions les deux portiers. Ali Mathlouthi, entré en cours de jeu, inscrit l'unique but du match dans les arrêts de jeu grâce à une reprise de volée des seize mètres, sur un centre de Serge Aurier. Cette victoire permet donc au RC Lens de se qualifier pour la finale, où il sera opposé au club belge de Lierse, victorieux de Troyes.
Pour cette finale, l'entraîneur lensois décide de faire jouer les remplaçants et de titulariser d'entrée les deux joueurs mis à l'essai. Grâce à sa technique supérieure aux belges et à un bloc défensif solide, les Lensois possèdent la mainmise sur le match, et concrétisent cette domination par un but de Julien Toudic -son premier sous les couleurs lensoises- grâce à un service de Mathlouthi. Juste avant la pause, Franck Queudrue se blesse aux adducteurs, et laisse donc sa place et son brassard de capitaine à Alassane Touré à la mi-temps. Au retour des vestiaires, les lensois se créèrent de nombreuses occasions sans réussir pour autant à trouver le chemin des filets, les Belges ne se montrant guère dangereux. Le match se finit donc sur le score de 1-0 pour les Artésiens, et le Racing obtient donc le trophée Jacques-Braconnier, trophée certes anecdotique sur le plan sportif mais qui fait un bien fou au moral des sang et or, et les remplit de confiance à une semaine de la reprise de la compétition officielle.
Lens clôture donc son avant-saison avec un bilan de trois victoires -toutes contre des équipes de 1re division- pour deux défaites et quatre buts marqués pour trois encaissés, ce qui est plutôt satisfaisant quand on sait que l'équipe est en pleine construction. Jean-Louis Garcia est d'ailleurs satisfait de cette avant-saison, notamment sur le plan collectif et individuel, mais également sur le projet d'équipe.

## Les joueurs et le club

### Effectif professionnel

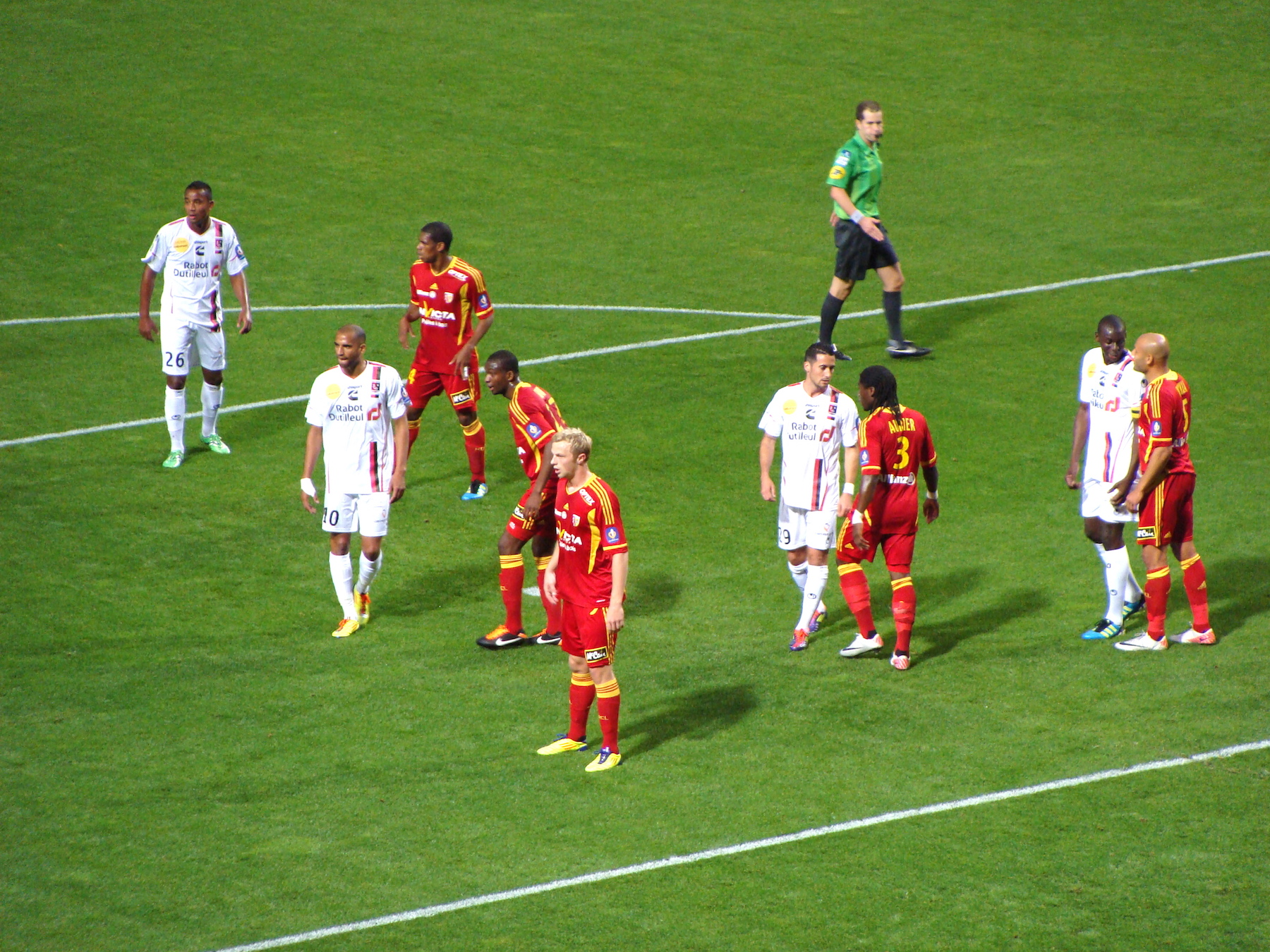
Derby du Pas-de-Calais contre Boulogne

L'effectif professionnel de la saison 2011-2012 du Racing Club de Lens, entraîné par Jean-Louis Garcia et son adjoint Manuel Nogueira, comporte au total et à ce jour vingt-deux joueurs, dont trois internationaux séniors et neuf formés au club. Jean-Pierre Lauricella, ancien gardien de but du LOSC notamment, peut compter lors de ses séances d'entraînement sur deux portiers expérimentés, Hamdi Kasraoui et Michaël Fabre, et sur deux jeunes nordistes, Samuel Atrous et Nicolas Caraux.
Yohan Demont est le joueur le plus ancien de l'effectif professionnel, présent depuis la saison 2005-2006. Au contraire, Julien Toudic, prêté au Stade de Reims lors de la saison 2010-2011 mais appartenant au Stade Malherbe de Caen, a intégré le plus récemment l'équipe, le 1er juillet 2011.
Note : Les numéros 12 et 17 ont été retirés par le club. En effet, le 12 représente le public lensois et le 17 le numéro que portait Marc-Vivien Foé, mort subitement le 26 juin 2003.

### Encadrement technique

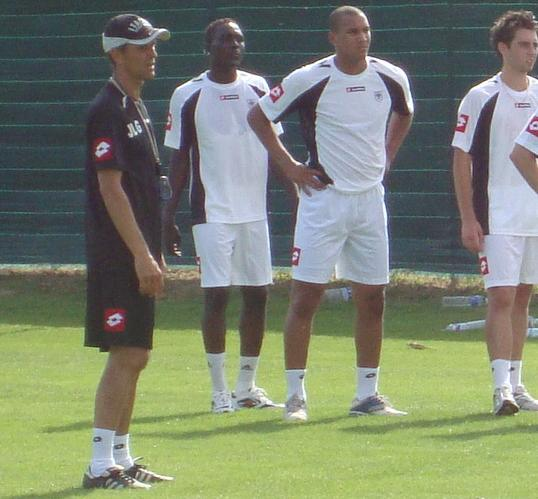
Jean-Louis Garcia avec ses joueurs à Angers, lors d'un entraînement.

Annoncé avant tout le monde, Jocelyn Blanchard, ancien capitaine du Racing, se lance dans la fonction de directeur sportif en remplacement de Daniel Leclercq qui prend se retraite. Arrivé d'Angers, Jean-Louis Garcia refonde l'encadrement technique du Racing Club de Lens en profondeur, en amenant avec lui pas moins de trois nouvelles personnes. Ainsi, c'est Manuel Nogueira qui le seconde, Pascal Faure qui s'occupe de la préparation physique et Jean-Louis Lima qui est chargé de superviser les adversaires. Présent au club depuis treize ans, Jean-Pierre Lauricella est maintenu au poste d'entraîneur des gardiens.
Georges Tournay, nommé entraîneur-adjoint la saison précédente pour seconder László Bölöni, retrouve son poste de directeur du centre de formation, alors que Christophe Delmotte, en poste depuis la saison 2008-2009, s'est vu proposer le poste d'adjoint de la CFA mais a refusé la proposition et rejoint son ancien club, l'Olympique lyonnais, où il sera responsable des -19ans.
Dans le domaine médical, le médecin et responsable médical du club, Jean-Marc Laborderie, et le kinésithérapeute, Frédéric Mankowski, quittent tous les deux le Racing pour rejoindre le club dubaïote d'Al-Ahli.

### Transferts

#### Mercato d'été
| Départ/Arrivée        | Type de transfert     | Date                  | Prix      | Durée | Nom                   | Provenance / Destination      |
| --------------------- | --------------------- | --------------------- | --------- | ----- | --------------------- | ----------------------------- |
| Arrivées              | Retour de prêt        | 30 juin               |           |       | William Rémy          | US Créteil (D3)               |
| Arrivées              | Retour de prêt        | 30 juin               |           |       | Dejan Milovanović     | Étoile rouge de Belgrade (D1) |
| Arrivées              | Prêt                  | 19 juillet            |           | 1 an  | Michaël Fabre         | Clermont Foot (D2)            |
| Arrivées              | Prêt                  | 4 août                |           | 1 an  | Gabriel Cichero       | Caracas FC (D1)               |
| Arrivées              | Prêt                  | 26 août               |           | 1 an  | Pascal Berenguer      | AS Nancy (D1)                 |
| Arrivées              | Prêt                  | 29 aût                |           | 1 an  | Jean-Eudes Maurice    | Paris SG (D1)                 |
| Arrivées              | Transfert définitif   | 7 juin                | 0 € (f.c) | 2 ans | Ali Mathlouthi        | RC Strasbourg (D4)            |
| Arrivées              | Transfert définitif   | 10 juin               | 0 € (f.c) | 4 ans | Ludovic Baal          | Le Mans FC (D2)               |
| Arrivées              | Transfert définitif   | 27 juin               | 0 € (f.c) | 3 ans | Pierre Ducasse        | Girondins de Bordeaux (D1)    |
| Arrivées              | Transfert définitif   | 29 juin               | 0 € (f.c) | 3 ans | Marco Rosenfelder     | RC Strasbourg (D4)            |
| Arrivées              | Transfert définitif   | 1 juillet             | 500 000 € | 3 ans | Julien Toudic         | SM Caen (D1)                  |
| Arrivées              | Transfert définitif   | 23 août               | 0 € (f.c) | 2 ans | Chaouki Ben Saada     | OGC Nice (D1)                 |
| Total (12 mouvements) | Total (12 mouvements) | Total (12 mouvements) | 500 000 € |       |                       |                               |
| Départs               | Retour de prêt        | 30 juin               |           |       | Grégory Sertic        | Girondins de Bordeaux (D1)    |
| Départs               | Prêt                  | 5 août                |           | 1 an  | Dejan Milovanović     | Paniónios GSS (D1)            |
| Départs               | Transfert définitif   | 10 juin               | 2 M€      | 4 ans | Henri Bedimo          | Montpellier HSC (D1)          |
| Départs               | Transfert définitif   | 28 juin               | 0 € (f.c) | 2 ans | Éric Chelle           | FC Istres (D2)                |
| Départs               | Transfert définitif   | 28 juin               | 1.7 M€    | 4 ans | Adil Hermach          | Al-Hilal FC (D1)              |
| Départs               | Transfert définitif   | 28 juin               | 11 M€     | 6 ans | Raphaël Varane        | Real Madrid (D1)              |
| Départs               | Transfert définitif   | 1 juillet             | 0 € (f.c) | 5 ans | Mehdi Abeïd           | Newcastle United (D1)         |
| Départs               | Transfert définitif   | 1 juillet             | 0 € (f.c) |       | Kanga Akalé           | Lekhwiya SC (D1)              |
| Départs               | Transfert définitif   | 1 juillet             | 0 € (f.c) |       | Geoffrey Doumeng      | Chonburi FC (D1)              |
| Départs               | Transfert définitif   | 1 juillet             | 2 M€      | 4 ans | Issam Jemâa           | AJ Auxerre (D1)               |
| Départs               | Transfert définitif   | 1 juillet             | 0 € (f.c) |       | Sidi Keïta            | Xerez CD (D2)                 |
| Départs               | Transfert définitif   | 1 juillet             | 0 € (f.c) |       | Toifilou Maoulida     | SC Bastia (D2)                |
| Départs               | Transfert définitif   | 1 juillet             | 3 M€      | 3 ans | Kévin Monnet-Paquet   | FC Lorient (D1)               |
| Départs               | Transfert définitif   | 1 juillet             | 0 € (f.c) | 3 ans | Sébastien Roudet      | FC Sochaux (D1)               |
| Départs               | Transfert définitif   | 2 juillet             | 0 € (f.c) | 3 ans | Steven Joseph-Monrose | KV Courtrai (D1)              |
| Départs               | Transfert définitif   | 8 juillet             | 0 € (f.c) | 2 ans | Nenad Kovačević       | Étoile rouge de Belgrade (D1) |
| Départs               | Transfert définitif   | 31 août               | 285 000 € | 3 ans | Darnel Situ           | Swansea FC (D1)               |
| Départs               | Retraite              | 1 juillet             |           |       | Vedran Runje          |                               |
| Total (17 mouvements) | Total (17 mouvements) | Total (17 mouvements) | 19.7 M€   |       |                       |                               |

#### Mercato d'hiver
| Départ/Arrivée       | Type de transfert    | Date                 | Prix      | Durée  | Nom                 | Provenance / Destination |
| -------------------- | -------------------- | -------------------- | --------- | ------ | ------------------- | ------------------------ |
| Arrivée              | Prêt                 | 1 janvier            |           | 6 mois | Alexandre Cuvillier | AS Nancy (D1)            |
| Arrivée              | Prêt                 | 30 janvier           |           | 6 mois | Bengali-Fodé Koïta  | Montpellier HSC (D1)     |
| Total (2 mouvements) | Total (2 mouvements) | Total (2 mouvements) | ? €       |        |                     |                          |
| Départ               | Retour de prêt       | 23 janvier           |           |        | Gabriel Cichero     | Caracas FC (D1)          |
| Départ               | Transfert définitif  | 3 janvier            | 0 € (f.c) | 1 an   | Eduardo             | AC Ajaccio (D1)          |
| Départ               | Transfert définitif  | 31 janvier           | 0 € (f.c) |        | Abdelhakim Omrani   | Le Mans FC (D2)          |
| Total (3 mouvements) | Total (3 mouvements) | Total (3 mouvements) | ? €       |        |                     |                          |

### Statistiques

#### Joueurs
Mis à jour le 24 juillet 2011
| Nom                | P. | Total                     | Total                                  | Total                                   | Total         | Total                      | Total                | Total                | Championnat               | Championnat                            | Championnat                             | Championnat   | Championnat                | Championnat          | Championnat          | Coupe de France           | Coupe de France                        | Coupe de France                         | Coupe de France | Coupe de France            | Coupe de France      | Coupe de France      | Coupe de la Ligue         | Coupe de la Ligue                      | Coupe de la Ligue                       | Coupe de la Ligue | Coupe de la Ligue          | Coupe de la Ligue    | Coupe de la Ligue    |
| Nom                | P. | Matches disputés au total | Matches disputés en tant que titulaire | Matches disputés en tant que remplaçant | Buts inscrits | Passes décisives délivrées | Cartons jaunes reçus | Cartons rouges reçus | Matches disputés au total | Matches disputés en tant que titulaire | Matches disputés en tant que remplaçant | Buts inscrits | Passes décisives délivrées | Cartons jaunes reçus | Cartons rouges reçus | Matches disputés au total | Matches disputés en tant que titulaire | Matches disputés en tant que remplaçant | Buts inscrits   | Passes décisives délivrées | Cartons jaunes reçus | Cartons rouges reçus | Matches disputés au total | Matches disputés en tant que titulaire | Matches disputés en tant que remplaçant | Buts inscrits     | Passes décisives délivrées | Cartons jaunes reçus | Cartons rouges reçus |
| ------------------ | -- | ------------------------- | -------------------------------------- | --------------------------------------- | ------------- | -------------------------- | -------------------- | -------------------- | ------------------------- | -------------------------------------- | --------------------------------------- | ------------- | -------------------------- | -------------------- | -------------------- | ------------------------- | -------------------------------------- | --------------------------------------- | --------------- | -------------------------- | -------------------- | -------------------- | ------------------------- | -------------------------------------- | --------------------------------------- | ----------------- | -------------------------- | -------------------- | -------------------- |
| Hamdi Kasraoui     | G  | 2                         | 2                                      | 0                                       | 0             | 0                          | 0                    | 0                    | 1                         | 1                                      | 0                                       | 0             | 0                          | 0                    | 0                    | 0                         | 0                                      | 0                                       | 0               | 0                          | 0                    | 0                    | 1                         | 1                                      | 0                                       | 0                 | 0                          | 0                    | 0                    |
| Michaël Fabre      | G  | 0                         | 0                                      | 0                                       | 0             | 0                          | 0                    | 0                    | 0                         | 0                                      | 0                                       | 0             | 0                          | 0                    | 0                    | 0                         | 0                                      | 0                                       | 0               | 0                          | 0                    | 0                    | 0                         | 0                                      | 0                                       | 0                 | 0                          | 0                    | 0                    |
| Nicolas Caraux     | G  | 0                         | 0                                      | 0                                       | 0             | 0                          | 0                    | 0                    | 0                         | 0                                      | 0                                       | 0             | 0                          | 0                    | 0                    | 0                         | 0                                      | 0                                       | 0               | 0                          | 0                    | 0                    | 0                         | 0                                      | 0                                       | 0                 | 0                          | 0                    | 0                    |
| Serge Aurier       | D  | 2                         | 2                                      | 0                                       | 0             | 0                          | 0                    | 0                    | 1                         | 1                                      | 0                                       | 0             | 0                          | 0                    | 0                    | 0                         | 0                                      | 0                                       | 0               | 0                          | 0                    | 0                    | 1                         | 1                                      | 0                                       | 0                 | 0                          | 0                    | 0                    |
| Zakarya Bergdich   | D  | 2                         | 2                                      | 0                                       | 0             | 0                          | 0                    | 0                    | 1                         | 1                                      | 0                                       | 0             | 0                          | 0                    | 0                    | 0                         | 0                                      | 0                                       | 0               | 0                          | 0                    | 0                    | 1                         | 1                                      | 0                                       | 0                 | 0                          | 0                    | 0                    |
| Franck Queudrue    | D  | 0                         | 0                                      | 0                                       | 0             | 0                          | 0                    | 0                    | 0                         | 0                                      | 0                                       | 0             | 0                          | 0                    | 0                    | 0                         | 0                                      | 0                                       | 0               | 0                          | 0                    | 0                    | 0                         | 0                                      | 0                                       | 0                 | 0                          | 0                    | 0                    |
| Alaeddine Yahia    | D  | 2                         | 2                                      | 0                                       | 0             | 0                          | 0                    | 0                    | 1                         | 1                                      | 0                                       | 0             | 0                          | 0                    | 0                    | 0                         | 0                                      | 0                                       | 0               | 0                          | 0                    | 0                    | 1                         | 1                                      | 0                                       | 0                 | 0                          | 0                    | 0                    |
| Alassane Touré     | D  | 2                         | 2                                      | 0                                       | 0             | 0                          | 0                    | 0                    | 1                         | 1                                      | 0                                       | 0             | 0                          | 0                    | 0                    | 0                         | 0                                      | 0                                       | 0               | 0                          | 0                    | 0                    | 1                         | 1                                      | 0                                       | 0                 | 0                          | 0                    | 0                    |
| Ludovic Baal       | D  | 2                         | 2                                      | 0                                       | 1             | 0                          | 0                    | 0                    | 1                         | 1                                      | 0                                       | 0             | 0                          | 0                    | 0                    | 0                         | 0                                      | 0                                       | 0               | 0                          | 0                    | 0                    | 1                         | 1                                      | 0                                       | 1                 | 0                          | 0                    | 0                    |
| Darnel Situ        | D  | 0                         | 0                                      | 0                                       | 0             | 0                          | 0                    | 0                    | 0                         | 0                                      | 0                                       | 0             | 0                          | 0                    | 0                    | 0                         | 0                                      | 0                                       | 0               | 0                          | 0                    | 0                    | 0                         | 0                                      | 0                                       | 0                 | 0                          | 0                    | 0                    |
| Yohan Demont       | D  | 2                         | 2                                      | 0                                       | 0             | 0                          | 1                    | 0                    | 1                         | 1                                      | 0                                       | 0             | 0                          | 1                    | 0                    | 0                         | 0                                      | 0                                       | 0               | 0                          | 0                    | 0                    | 1                         | 1                                      | 0                                       | 0                 | 0                          | 0                    | 0                    |
| Pierre Ducasse     | M  | 2                         | 2                                      | 0                                       | 0             | 1                          | 2                    | 0                    | 1                         | 1                                      | 0                                       | 0             | 0                          | 1                    | 0                    | 0                         | 0                                      | 0                                       | 0               | 0                          | 0                    | 0                    | 1                         | 1                                      | 0                                       | 0                 | 1                          | 1                    | 0                    |
| Samba Sow          | M  | 1                         | 0                                      | 1                                       | 1             | 0                          | 0                    | 0                    | 0                         | 0                                      | 0                                       | 0             | 0                          | 0                    | 0                    | 0                         | 0                                      | 0                                       | 0               | 0                          | 0                    | 0                    | 1                         | 0                                      | 1                                       | 1                 | 0                          | 0                    | 0                    |
| Thorgan Hazard     | M  | 1                         | 0                                      | 1                                       | 0             | 0                          | 0                    | 0                    | 1                         | 0                                      | 1                                       | 0             | 0                          | 0                    | 0                    | 0                         | 0                                      | 0                                       | 0               | 0                          | 0                    | 0                    | 0                         | 0                                      | 0                                       | 0                 | 0                          | 0                    | 0                    |
| Geoffrey Kondogbia | M  | 1                         | 1                                      | 0                                       | 0             | 0                          | 0                    | 0                    | 1                         | 1                                      | 0                                       | 0             | 0                          | 0                    | 0                    | 0                         | 0                                      | 0                                       | 0               | 0                          | 0                    | 0                    | 0                         | 0                                      | 0                                       | 0                 | 0                          | 0                    | 0                    |
| Marco Rosenfelder  | M  | 0                         | 0                                      | 0                                       | 0             | 0                          | 0                    | 0                    | 0                         | 0                                      | 0                                       | 0             | 0                          | 0                    | 0                    | 0                         | 0                                      | 0                                       | 0               | 0                          | 0                    | 0                    | 0                         | 0                                      | 0                                       | 0                 | 0                          | 0                    | 0                    |
| Julien Toudic      | A  | 2                         | 2                                      | 0                                       | 0             | 0                          | 0                    | 0                    | 1                         | 1                                      | 0                                       | 0             | 0                          | 0                    | 0                    | 0                         | 0                                      | 0                                       | 0               | 0                          | 0                    | 0                    | 1                         | 1                                      | 0                                       | 0                 | 0                          | 0                    | 0                    |
| Eduardo            | A  | 2                         | 2                                      | 0                                       | 1             | 0                          | 0                    | 0                    | 1                         | 1                                      | 0                                       | 0             | 0                          | 0                    | 0                    | 0                         | 0                                      | 0                                       | 0               | 0                          | 0                    | 0                    | 1                         | 1                                      | 0                                       | 1                 | 0                          | 0                    | 0                    |
| Ali Mathlouthi     | A  | 2                         | 0                                      | 2                                       | 0             | 1                          | 0                    | 0                    | 1                         | 0                                      | 1                                       | 0             | 0                          | 0                    | 0                    | 0                         | 0                                      | 0                                       | 0               | 0                          | 0                    | 0                    | 1                         | 0                                      | 1                                       | 0                 | 1                          | 0                    | 0                    |
| David Pollet       | A  | 2                         | 0                                      | 2                                       | 0             | 0                          | 0                    | 0                    | 1                         | 0                                      | 1                                       | 0             | 0                          | 0                    | 0                    | 0                         | 0                                      | 0                                       | 0               | 0                          | 0                    | 0                    | 1                         | 0                                      | 1                                       | 0                 | 0                          | 0                    | 0                    |

## Équipementier et sponsors
Reebok, bien que s'étant engagé avec Lens en 2009 pour cinq ans, décide de quitter le monde du football et est remplacé par sa maison-mère, l'équipementier allemand Adidas,, qui avait déjà habillé les Sang et Or de 1974 à 1994. La firme s'occupe également de trois autres équipes françaises, Marseille, Lyon et Saint-Étienne, et « accompagne désormais au quotidien quatre des cinq clubs préférés des Français ».
Cette saison, le partenaire principal du RC Lens reste Invicta, entreprise française spécialisée dans le chauffage au bois et présente sur le maillot depuis 2007. Elle est aussi le sponsor d'autres clubs français, l'AJ Auxerre et l'AS Saint-Étienne. Sur le maillot lensois sont également présents Simply Market, supermarché filiale du groupe Auchan, McCain France, société alimentaire dont le président est également membre de la GM Finances du président Martel, Optex (société d'électronique) et Allianz, compagnie d'assurances.
Le conseil régional du Nord-Pas-de-Calais, également partenaire des autres équipes de la région, figure sur le manche de la tunique lensoise.

## Affluences
Pour cette saison 2011-2012, le Racing Club de Lens peut compter sur 15 936 abonnés.